# Frognerlinjen
Frognerlinjen er en del af Oslos sporveje, der går fra Solli plass til Majorstuen. Den blev åbnet i 1902 som en sidelinje til Skøyenlinjen (Blåtrikken) mellem Solli plass og Frogner. I 1910 fik den linjenummer 2, og i 1914 blev den forlænget til Majorstuen. I dag (2016) trafikeres strækningen af linje 12, der kører mellem Disen og Majorstuen Station
Frognerlinjen grener fra Skøyenlinjen ved Solli plass, hvorfra den går ad Frognerveien til Frogner plass og videre ad Kirkeveien forbi Frognerparken til Majorstuen, hvor den møder Briskebylinjen.
Ved Majorstuen kan der skiftes til T-banen.